# 格陵蘭大峽谷
格陵蘭大峽谷起源于格陵兰岛的中部，通往格陵兰岛的北部海岸，是目前全世界規模最大的峽谷，有750公里长，深度與美國科羅拉多大峽谷相當。目前，這個峽谷仍然被埋在冰帽之下。

## 參看
- 格陵蘭的地理